# Đức Hòa, Sóc Sơn
Đức Hòa là một xã thuộc huyện Sóc Sơn, thành phố Hà Nội, Việt Nam.
Xã Đức Hòa nằm ở phía đông nam huyện Sóc Sơn, có địa giới hành chính:
- Phía đông xã Xuân Giang và tỉnh Bắc Ninh với ranh giới là sông Cà Lồ
- Phía tây giáp các xã Đông Xuân và Tiên Dược
- Phía nam giáp các xã Kim Lũ và Đông Xuân
- Phía bắc giáp các xã Tân Minh và Xuân Giang.

Xã Đức Hòa có diện tích 7,37 km², dân số năm 1999 là 6.938 người, mật độ dân số đạt 941 người/km².